# Forte di Cima Ora
Il forte di Cima Ora è una fortificazione, ormai in rovina, risalente alla prima guerra mondiale posta a 1539 m s.l.m. nel comune di Anfo in provincia di Brescia.
Luogo di notevole interesse paesaggistico è meta di escursioni. Dalla sua sommità, un tempo utilizzata per le piazzole dei cannoni, si può ammirare gran parte del Lago d'Idro, fino a Ponte Caffaro.